# Czy to ty, czy to ja?
Czy to ty, czy to ja? (ang. It Takes Two) – amerykańska komedia z 1996 roku w reżyserii Andy’ego Tennanta.

## Obsada
- Mary-Kate Olsen jako Amanda Lemmon/Alyssa Callaway
- Ashley Olsen jako Alyssa Callaway/Amanda Lemmon
- Steve Guttenberg jako Roger Callaway (milioner, ojciec Alyssy)
- Kirstie Alley jako Diane Barrows (wychowawczyni w sierocińcu)
- Philip Bosco jako Vincenzo (lokaj i przyjaciel Rogera i Alyssy)
- Jane Sibbett jako Clarice Kensington (narzeczona Rogera)

## Fabuła
Film opowiada o dwóch dziewczynkach, Amandzie i Alyssie, podobnych do siebie jak dwie krople wody. W czołówce na zmianę pokazywane są sceny z Amandą bawiącą się na ulicy z dziećmi z sierocińca i z Alyssą, córką milionera, która zdobywa nagrodę na konkursie fortepianowym. Amanda jest przywiązana (ze wzajemnością) do swojej wychowawczyni w sierocińcu - Diany. Jednak Diana jest samotna i za mało zarabia, aby pozwolili jej na adopcję dziecka. Zabiera Amandę do kolejnej rodziny, która chce adoptować dziecko. Jest to niesympatyczna rodzina Butkisów. Tymczasem Alyssa wraca prywatnym samolotem. Na lotnisku wita ją lokaj (i przyjaciel) Vincenzo i zabiera do domu nad jeziorem, gdzie ma się odbyć przyjęcie (po drugiej stronie jeziora  jest obóz, gdzie przyjechały dzieci z sierocińca). Roger przedstawia córce swoją narzeczoną Clarice. Alyssa szybko zniechęca się do niej, bo ta bez szacunku wyraża się o zmarłej matce Alyssy. Alyssa udaje zemdlenie. Gdy nie robi to wrażenia, mówi Vincenzowi, że ucieka z domu i wychodzi. Nad jeziorem siada na kamieniu i czeka aby ją zaczęli szukać. Tutaj znajduje ją Diana szukająca Amandy. Alyssa wyczuwa w niej przyjazną osobę i idzie z nią do obozu, gdzie bierze udział w grze w piłkę. Nie znając dobrze zasad, zdobywa punkt dla przeciwnej drużyny. Biegnie do domu. W tym czasie pod dom Rogera podeszły dzieci z obozu wraz z Amandą. Wśród nich panuje przekonanie, że w domu straszy. Amanda zakłada się, że zadzwoni do drzwi. Otwiera jej Vincenzo i myśląc, że to Alyssa, zabiera ją do środka. Amanda jest najpierw przerażona, później dziwi się, widząc swój portret na ścianie. Pojawia się Clarice w białej maseczce kosmetycznej. Dzieci uciekają myśląc, że to duch. Ucieka też Amanda i wpada na biegnącą Alyssę. Najpierw dzieci dziwią się swojemu podobieństwu, później wyjaśniają sobie nieporozumienie. Ponieważ Alyssa nie chce uczestniczyć w przyjęciu, umawiają się, że zamienią się miejscami do południa następnego dnia. Na przyjęciu Clarice chce, aby ‘Alyssa’ pokazała jak gra. Amanda, nie umiejąca grać na fortepianie, ośmiesza ją. Tymczasem Alyssa spędza czas w obozie, coraz bardziej przywiązując się do Diany. Rano Clarice wyjeżdza do fryzjera i na zakupy. Gdy dzieci spotykają się w południe, ustalają, że będą starały się zeswatać Rogera z Dianą. W tym celu organizują wycieczkę konną, podczas której płoszą konia Diany. Ratuje ją Roger i zaprasza do siebie.  Podczas ich rozmowy dzwoni wściekła Clarice. Okazuje się, że Amanda przykleiła jej do włosów gumę do żucia. Co gorsza, Clarice słyszy, że Roger gości jakąś kobietę. Diana, orientując się w sytuacji, odchodzi. Zafascynowany nią Roger jedzie do obozu i zostaje na kolacji. Alyssa z Amandą, nie chcąc być zdemaskowane, prowokują „food war” (obrzucanie się jedzeniem). Roger i Diana zmywają resztki jedzenia w jeziorze. Sytuacja rozwija się obiecująco, ale Roger psuje sytuację, przyznając się do planowanego  ślubu. Tymczasem do domu powróciła zaalarmowana Clarice. Przez teleskop obserwuje zachowanie się Rogera i Diany w jeziorze. Po powrocie Rogera wymusza przyspieszenie ślubu. Tymczasem dziewczynki próbują kolejnej metody: piszą fałszywe listy. Diana otrzymuje list i zjawia się w podanym miejscu. List do Rogera zostaje przejęty przez Clarice, a sama Amanda zostaje zapakowana do samochodu i wysłana na ślub do Nowego Jorku. Dorośli nie traktują poważnie jej stwierdzeń, że nie jest Alyssą. Gdy Diana, po daremnym oczekiwaniu, wraca do obozu dowiaduje się, że Amanda (naprawdę Alyssa), została adoptowana i zabrana przez Butkisów. Alyssie udaje się jednak dodzwonić do Amandy. Amanda przekonuje Vincenza, że nie jest Alyssą i że można zapobiec ślubowi Rogera z Clarice (Clarice zdążyła już zajść za skórę i jemu). Vincenzo jedzie do sierocińca, gdzie zastaje rozpaczającą Dianę. Informuje ją o pomyłce w adopcji i prosi i sprowadzenie Alyssy na ślub. Diana jedzie do Butkisów (w polskiej wersji Podlizuchów). Nie zastaje ich, ale od sąsiada dowiaduje się, że Butkisowie wykorzystują dzieci do pracy na złomowisku. Dociera tam helikopterem i zabiera Alyssę. Lądują w nowojorskim Central Parku, gdzie porywają dorożkę i docierają do kościoła, w momencie gdy Roger ma powiedzieć sakramentalne "tak". Widząc Dianę, Roger mówi Clarice, że kocha inną. Otrzymuje siarczysty policzek, który przyjmuje ze zrozumieniem. Clarice chce też uderzyć Amandę, domyślając się, jej roli. Powstrzymuje ją Vincenzo. Gdy Clarice idzie do wyjścia, napotyka triumfującą Alyssę. Zdziwiona i ją chce uderzyć. Opuszczając kościół żali się, że nikt jej tak nie upokorzył. Alyssa odpowiada: "założymy się?" i przydeptuje jej suknię. Clarice ucieka w welonie i bieliźnie. Roger dowiaduje się o istnieniu sobowtóra swojej córki. Po wyjściu z kościoła, dochodzi wreszcie (na żądanie dziewczynek) do pierwszego pocałunku zakochanych.